# Xianlinchang (ort i Kina, Xinjiang Uygur Zizhiqu, lat 39,34, long 76,11)
Xianlinchang (kinesiska: 县林场) är en ort i Kina. Den ligger i den autonoma regionen Xinjiang, i den nordvästra delen av landet, omkring 1 100 kilometer sydväst om regionhuvudstaden Ürümqi. Antalet invånare är 408. Befolkningen består av 188 kvinnor och 220 män. Barn under 15 år utgör 24,0 %, vuxna 15-64 år 73 %, och äldre över 65 år 1,0 %.
Runt Xianlinchang är det ganska tätbefolkat, med 100 invånare per kvadratkilometer. Närmaste större samhälle är Kashgar, 17,8 km nordväst om Xianlinchang. Trakten runt Xianlinchang består till största delen av jordbruksmark.
Genomsnittlig årsnederbörd är 129 millimeter. Den regnigaste månaden är maj, med i genomsnitt 20 mm nederbörd, och den torraste är oktober, med 2 mm nederbörd.